# Lijst van voetbalinterlands Faeröer - Tsjecho-Slowakije
Deze lijst van voetbalinterlands is een overzicht van alle officiële voetbalwedstrijden tussen de nationale teams van Faeröer en Tsjecho-Slowakije. De landen speelden twee keer tegen elkaar. De eerste ontmoeting, een kwalificatiewedstrijd voor het Wereldkampioenschap voetbal 1994, werd gespeeld in Praag op 23 september 1992. Het laatste duel, de returnwedstrijd in dezelfde kwalificatiereeks, vond plaats op 16 juni 1993 in Toftir.

## Wedstrijden
| № | Plaats | Datum             | Competitie           | Wedstrijd                   | Uitslag |
| - | ------ | ----------------- | -------------------- | --------------------------- | ------- |
| 1 | Praag  | 23 september 1992 | WK 1994 kwalificatie | Tsjecho-Slowakije – Faeröer | 4 – 0   |
| 2 | Toftir | 16 juni 1993      | WK 1994 kwalificatie | Faeröer – Tsjecho-Slowakije | 0 – 3   |

## Samenvatting
| Competitie      | Totaal gespeeld | Winst Faeröer | Gelijk | Winst Tsjecho-Slowakije | Doelsaldo Faeröer – Tsjecho-Slowakije |
| --------------- | --------------- | ------------- | ------ | ----------------------- | ------------------------------------- |
| WK-kwalificatie | 2               | 0             | 0      | 2                       | 0 − 7                                 |
| Totaal          | 2               | 0             | 0      | 2                       | 0− 7                                  |

Wedstrijden bepaald door strafschoppen worden, in lijn met de FIFA, als een gelijkspel gerekend.

## Details

### Eerste ontmoeting
| WK 1994 kwalificatie (Praag, Tsjecho-Slowakije, 23 september 1992):          |       |         |
| Tsjecho-Slowakije                                                            | 4 – 0 | Faeröer |
| Václav Němeček 23' Pavel Kuka 84' Pavel Kuka 86' Peter Dubovský 90+1' (pen.) | goals |         |

### Tweede ontmoeting
| WK 1994 kwalificatie (Toftir, Faeröer, 16 juni 1993): |       |                                                     |
| Faeröer                                               | 0 – 3 | Tsjecho-Slowakije                                   |
|                                                       | goals | 4' Ivan Hašek 37' Marek Poštulka 44' Marek Poštulka |